# Galeosoma coronatum sphaeroideum
Galeosoma coronatum sphaeroideum là một phân loài nhện trong họ Idiopidae.
Loài này thuộc chi Galeosoma. Galeosoma coronatum sphaeroideum được J. Hewitt miêu tả năm 1919.